# Asamblea General de Vermont
La Asamblea General de Vermont (en inglés: Vermont General Assembly) es la legislatura estatal (órgano encargado del Poder legislativo) del estado de Vermont, en Estados Unidos. La Legislatura se le conoce formalmente como la "Asamblea General", pero el término "Legislatura" se usa comúnmente para designarla, incluso por el propio organismo. La Asamblea General es una legislatura bicameral, que consta de la Cámara de Representantes de Vermont, de 150 miembros y el Senado de Vermont, de 30 miembros. Los miembros de la Cámara son elegidos por distritos de uno y dos miembros. 58 distritos eligen un miembro y 46 eligen dos, con un período de servicio de dos años. El Senado incluye 30 senadores, elegidos por 3 distritos uninominales y 10 distritos multinominales con dos, tres o seis miembros cada uno. Es el único cuerpo legislativo estatal en los Estados Unidos en el que un tercero ha tenido representación continua y ha sido elegido consecutivamente junto con demócratas y republicanos.
La Asamblea General de Vermont se reúne en el Capitolio Estatal, en Montpelier, capital del estado. Los períodos bienales comienzan el miércoles siguiente al primer lunes de enero (a partir de 1915; por lo tanto, los períodos comienzan en años impares).

## Elecciones
Las elecciones legislativas se celebran en noviembre de cada año par. Los representantes y senadores sirven términos de dos años. Uno debe ser residente del estado durante los dos años y del distrito legislativo durante el año inmediatamente anterior a la elección para calificar para cualquiera de las cámaras.
La Cámara está encabezada por el Portavoz de la Cámara, mientras que el Senado está encabezado por el Vicegobernador del Estado, como Presidente del Senado. El presidente del Senado solo tiene voto de calidad, como desempate. Más a menudo, el Senado está presidido por el presidente pro tempore, quien es elegido al comienzo de cada sesión.
Para las composiciones partidistas pasadas de ambas cámaras, consulte Fuerza de los partidos políticos en Vermont .

## Funciones
La Legislatura está facultada para hacer leyes, sujeta al poder del Gobernador para vetar un proyecto de ley. Sin embargo, el veto puede ser anulado por la Legislatura si hay una mayoría de dos tercios a favor de la anulación en cada Cámara.
La Legislatura tiene el poder exclusivo de proponer enmiendas a la Constitución de Vermont . Una enmienda debe tener su origen en el Senado, donde debe recibir un voto de dos tercios. Después de aprobarse en el Senado, también debe recibir una mayoría de votos en la Cámara. Cualquier enmienda que apruebe ambas Cámaras debe ser aprobada por mayoría de votos, después de que se asiente una legislatura recién elegida; nuevamente, primero en el Senado, luego en la Cámara. Luego, la enmienda propuesta debe ser aprobada por la mayoría de los votantes del estado en un referéndum. Solo cualquier otra sesión del Senado puede iniciar el proceso de enmienda. Por lo tanto, los Senados elegidos en elecciones fuera de año (es decir, no presidenciales) pueden iniciar enmiendas, pero no los Senados elegidos durante las elecciones presidenciales, según el Capítulo 2, Sección 72 de la Constitución de Vermont.

## Historia
Vermont tuvo una legislatura unicameral hasta 1836 cuando añadió un senado por enmienda constitucional. Antes de 1915, la legislatura iniciaba su sesión en el otoño, hasta que en 1915 comenzó a abrir en enero. La legislatura se toma un descanso la semana del Día de la Reunión Municipal en marzo.